# Kristiine

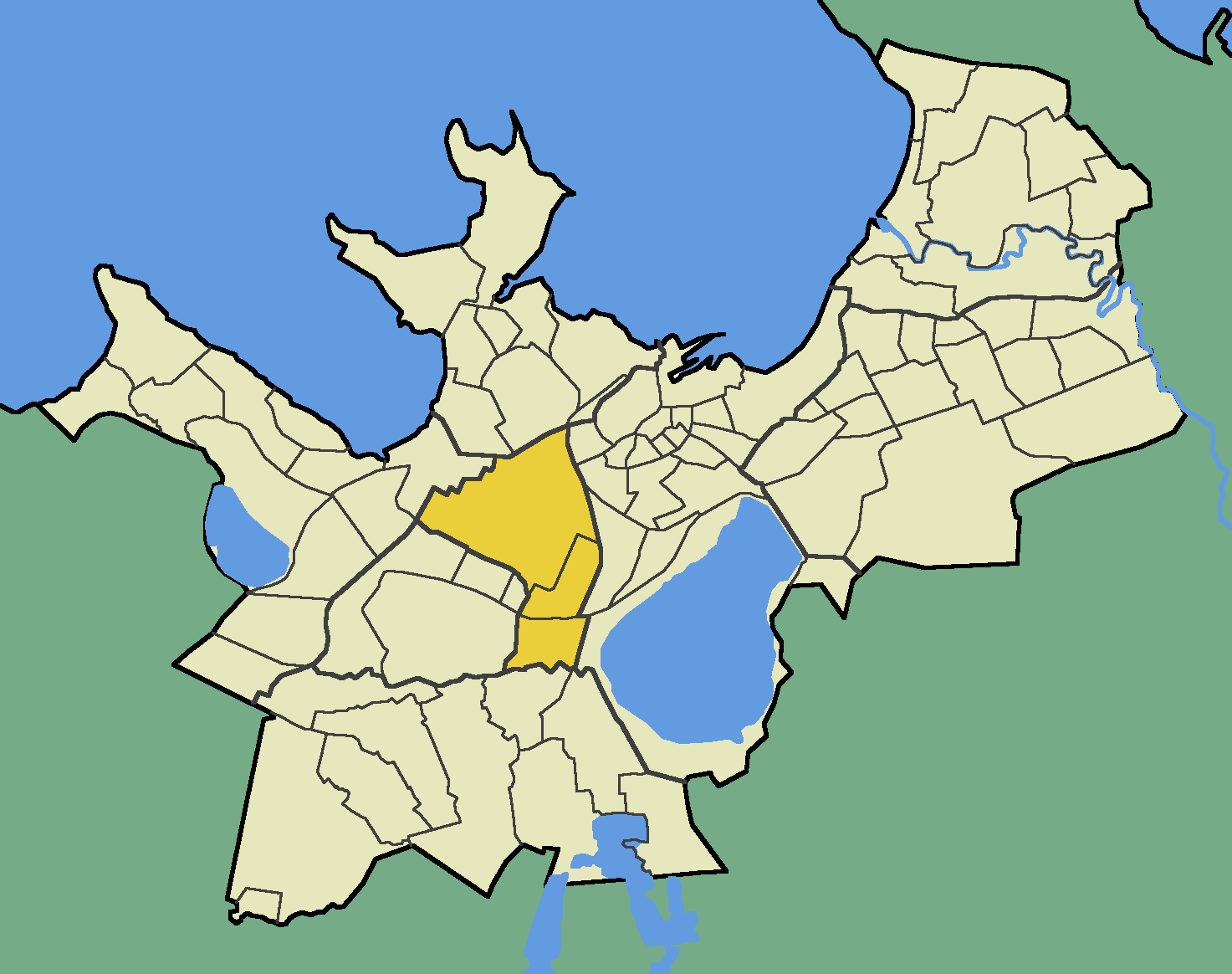
Lage von Kristiine in Tallinn

Kristiine ist ein Stadtteil der estnischen Hauptstadt Tallinn.

## Stadtteil
Kristiine liegt etwa 3,5 Kilometer südwestlich des Tallinner Zentrums und grenzt an die Stadtteile Põhja-Tallinn, Kesklinn, Nõmme, Mustamäe und Haabersti. Die Einwohnerzahl beträgt 29.228 (Stand: 31. Dezember 2011). Die ethnische Zusammensetzung der Bevölkerung erfolgt nach dem Kriterium Muttersprache laut Volkszählung 2011 wie folgt: 71,4 % mit estnischer Muttersprache, 26,5 % mit russischer Muttersprache.
Kristiine ist in drei Stadtteilbezirke (estnisch asumid) unterteilt: Järve, Tondi und Lilleküla. Hinzu kommen die Industriegebiete Marja, Liimi und Laki.
Bis 1920 hieß die Gegend Kristiinental, benannt nach der schwedischen Königin Christina (1626–1689). Der Stadtteil Kristiine wurde erst 1993 als Verwaltungseinheit zusammengefasst. Er ist ein relativ grüner Teil Tallinns. Einfamilienhäuser prägen das Gesamtbild. Kristiine ist bekannt für seine vier historischen Parks: Löwenruh-Park, Dunten-Park, Cederhilm-Park und Charlottental-Park.

## Bilder

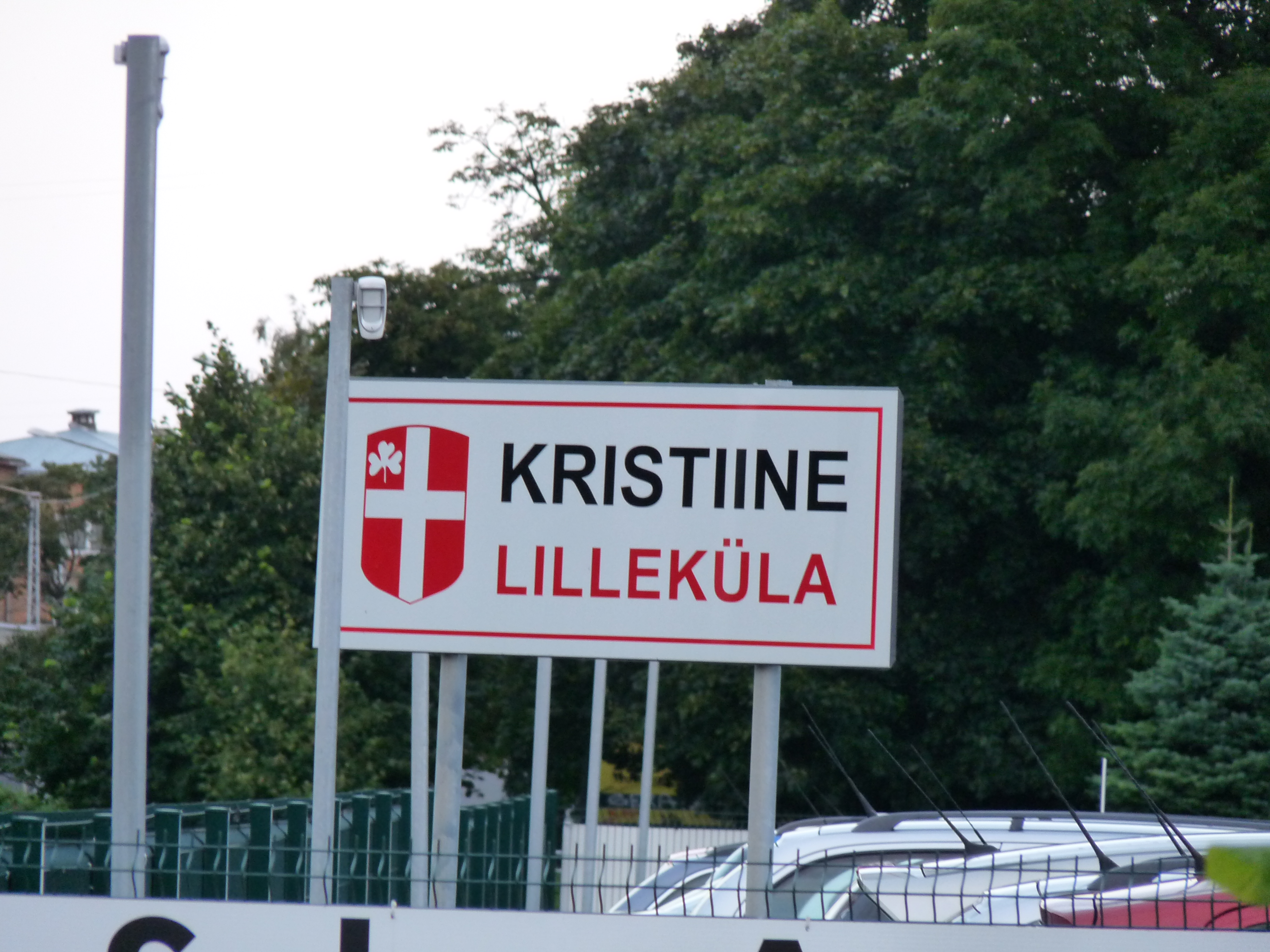
File:Ericsson Järvevana.JPG
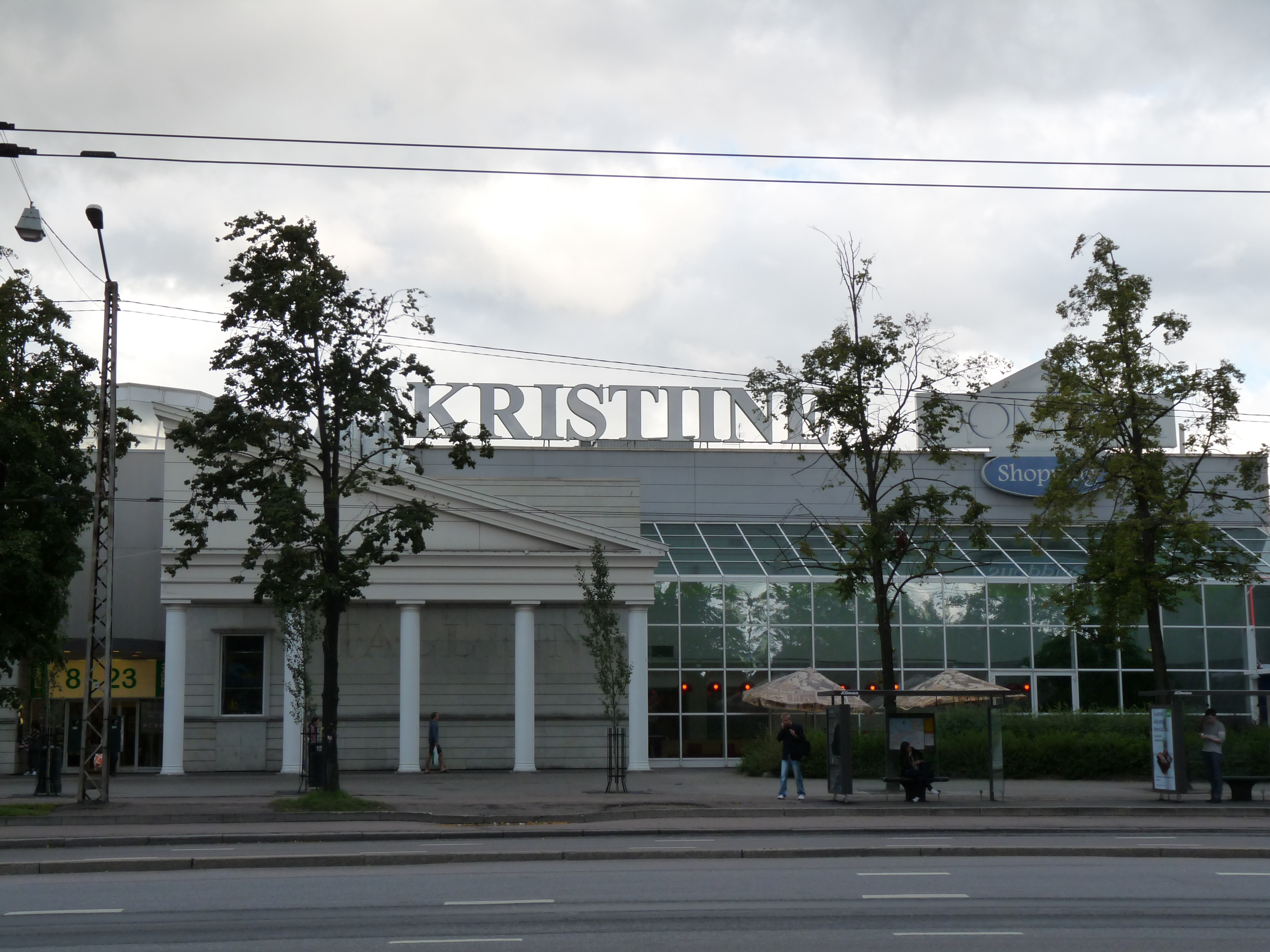